# Нојенштајн (Хоенлое)
Нојенштајн (њем. Neuenstein) град је у њемачкој савезној држави Баден-Виртемберг. Једно је од 16 општинских средишта округа Хоенлое. Према процјени из 2010. у граду је живјело 6.291 становника. Посједује регионалну шифру (AGS) 8126058.

## Географски и демографски подаци
Нојенштајн се налази у савезној држави Баден-Виртемберг у округу Хоенлое. Град се налази на надморској висини од 284 метра. Површина општине износи 47,8 km². У самом граду је, према процјени из 2010. године, живјело 6.291 становника. Просјечна густина становништва износи 132 становника/km².